# Russell Square Station
Russell Square er en London Underground-station på Bernard Street, Bloomsbury i bydellen Camden. Det er en lille, men travl station, der ofte benyttes af kontoransatte og af turister, der overnatter på Bloomsburys mange hoteller. Stationen er en bevaringsværdig bygning.

## Historie
Stationen blev åbnet af Great Northern, Piccadilly and Brompton Railway den 15. december 1906. Stationen er designet af Leslie Green.

## Beliggenhed
Russell Square Station ligger ikke langt fra British Museum, University of Londons primære campus, Great Ormond Street Hospital og Russell Square Gardens. Den ligger op til Brunswick Centre.
Stationen ligger i takstzone 1, og er mellem Holborn og King's Cross St Pancras på Piccadilly line.

## Adgang
Russell Square Station har tre elevatore, men ingen rulletrapper. Adgang til perronerne kan også ske via en spindeltrappe med 177 trin, selvom skiltene på stationen indikerer, at der er 175 trin.

## Terrorangrebet i 2005
Den 7. juli 2005 skete en eksplosion mellem King's Cross St. Pancras og Russell Square i et koordineret bombeangreb. 26 personer blev dræbt, hvilket er næsten halvdelen af det samlede angrebs totale antal dræbte. Tunnelen fik ligeledes skader. Det var den sidste af de tre bomber, der eksploderede i The Underground, mens endnu en bombe senere eksploderede på en bus.

## I populærkulturen
Armchair Thriller-historien, The Girl Who Walked Quickly blev optaget på stationen. Locations var bl.a. udenfor stationen (der i vid udstrækning var dækket af stilladser), billetområdet, trapper og perroner. Optagelsen fandt sted i januar 1978.[kilde mangler]

## Transportforbindelser
London buslinje 7, 59, 68, 91, 168, 188, natlinje N7 og N91.

## Galleri
- Unik vægbeklædning på denne station indebærer firkanter.
- Stationsnavnet i vægbeklædningen på vestgående perron under renovering, juli 2008.
- Perron på Russell Square Station, february 2004.